# Eremias przewalskii
Espèce
Synonymes
- Podarces przewalskii Strauch, 1876
- Podarces brachydactyla Strauch, 1876
- Podarces kessleri Strauch, 1876

Eremias przewalskii est une espèce de sauriens de la famille des Lacertidae.

## Répartition
Cette espèce se rencontre :
- en Mongolie ;
- au Russie au Tuva ;
- en Chine en Mongolie-Intérieure, au Qinghai et au Xinjiang ;
- au Kirghizistan.

## Liste des sous-espèces
Selon The Reptile Database (14 janvier 2013) :
- Eremias przewalskii przewalskii (Strauch, 1876)
- Eremias przewalskii tuvensis Szczerbak, 1970

## Étymologie
Cette espèce est nommée en l'honneur de Nikolaï Mikhaïlovitch Prjevalski et la sous-espèce, composé de tuv[a] et du suffixe latin -ensis, « qui vit dans, qui habite », lui a été donné en référence au lieu de sa découverte, le Tuva.

## Publications originales
- Prjevalski, 1876 : Mongoliya i Strana Tangutov. Tryokhletneye puteshestviye v Vostochnoj Nagoruoj Asii. Société géographique impériale de Russie.
- Szczerbak, 1970 : New subspecies Eremias przewalskii tuvensis sp. n. (Sauria, Reptilia) from the Tuva Autonomous Soviet Specialist Republic and data on the species systematics as a whole. Vestnik Zoologii, vol. 1970, n. 3, p. 31-36.